# 拉斯克鲁塞斯 (新墨西哥州)
拉斯克魯塞斯 （英語：Las Cruces，西班牙语“十字”之意）是美國新墨西哥州的一座城市、唐娜安娜縣縣治，位於格蘭德河以東。面積135.2 平方公里。2006年人口86,268人，是該州第二大城。

## 設施
當地有國際機場，10號和25號州際公路交會於此。新墨西哥州立大學亦位於此。

## 姐妹城市
- 墨西哥萊爾多
- 德国威悉河畔寧堡